# Poloweltmeisterschaft 2017
Die Poloweltmeisterschaft 2017 fand im Sydney Polo Club statt und wurde von Argentinien gewonnen. Der Sydney Polo Club ist der älteste Polo Club in Australien. Es war die elfte Austragung der Weltmeisterschaften im Polo.

## Organisation
Die Weltmeisterschaften wurden direkt an den Sydney Polo Club vergeben. Das ist ungewöhnlich, weil Weltmeisterschaften normalerweise an ein Land vergeben werden. Der Sydney Polo Club konnte jedoch an der Ausschreibung teilnehmen, weil er über eine einzigartige Infrastruktur von Spielfeldern und Gelände verfügt. Der Sydney Polo Club wurde von der Australian Polo Federation unterstützt. Hauptsponsor war „Destination NSW“, eine 2011 vom Bundesstaat New South Wales ins Leben gerufene Organisation zur Förderung von Tourismus und Veranstaltungen.

## Qualifikationsphase
2017 wurden weltweit fünf Qualifikationsturniere durchgeführt. Für jede geographischen Zone wurde ein Startplatz vergeben, außer für die Zone C, Europa, die zwei Startplätze erhielt. Das Gastgeberland Australien und der amtierende Weltmeister Chile erhielten ebenfalls Startplätze.

## Gruppenphase
Gruppe A
| Land        | G | P | BP    | BC    | Dif   | Punkte |
| ----------- | - | - | ----- | ----- | ----- | ------ |
| Argentinien | 3 | 0 | 33    | 17    | 16    | 6      |
| USA         | 2 | 1 | 31    | 261/2 | 51/2  | 4      |
| Australien  | 1 | 2 | 201/2 | 26    | -51/2 | 2      |
| Spanien     | 0 | 3 | 17    | 31    | -14   | 0      |

Gruppe B
| Land       | G | P | BP | BC  | Dif | Punkte |
| ---------- | - | - | -- | --- | --- | ------ |
| Chile      | 2 | 1 | 25 | 12  | 13  | 4      |
| England    | 2 | 1 | 32 | 117 | 15  | 4      |
| Neuseeland | 2 | 1 | 22 | 25  | -3  | 4      |
| Indien     | 0 | 3 | 11 | 36  | -15 | 0      |

Spieltage
| Datum       | Gruppe | Equipe 1    | Equipe 2   | Ergebnis |
| ----------- | ------ | ----------- | ---------- | -------- |
| 21. Oktober | A      | Argentinien | USA        | 12-91/2  |
| 21. Oktober | B      | Australien  | Spanien    | 10-9     |
| 22. Oktober | B      | England     | Indien     | 16-1     |
| 22. Oktober | B      | Chile       | Neuseeland | 9-2      |
| 24. Oktober | A      | USA         | Australien | 7-5      |
| 24. Oktober | A      | Argentinien | Spanien    | 12-31/2  |
| 25. Oktober | B      | Neuseeland  | England    | 11-8     |
| 25. Oktober | B      | Chile       | Indien     | 11-2     |
| 28. Oktober | A      | Argentinien | Australien | 9-51/2   |
| 28. Oktober | A      | USA         | Spanien    | 15-91/2  |
| 28. Oktober | B      | England     | Chile      | 8-5      |
| 28. Oktober | B      | Neuseeland  | Indien     | 9-8      |

## Finalrunde
Spiel um den dritten Platz
| Datum       | Equipe 1 | Equipe 2 | Ergebnis |
| ----------- | -------- | -------- | -------- |
| 29. Oktober | USA      | England  | 5-6      |

Finale
| Datum       | Equipe 1    | Equipe 2 | Ergebnis |
| ----------- | ----------- | -------- | -------- |
| 29. Oktober | Argentinien | Chile    | 8-7      |

## Endergebnis
| Platz | Mannschaft  |
| ----- | ----------- |
| 1.    | Argentinien |
| 2.    | Chile       |
| 3.    | England     |
| 4.    | USA         |
| 5.    | Neuseeland  |
| 6.    | Australien  |
| 7.    | Spanien     |
| 8.    | Indien      |